# نادية عساف
نادية عساف (من مواليد 30 سبتمبر 1985) هي مدربة كرة قدم لبنانية ولاعبة سابقة لعبت كلاعبة خط وسط ومهاجم. ولاعبة سابقة لكرة الصالات، مثلت لبنان دوليًا في كل من كرة القدم وكرة الصالات.

## النشأة
ولدت في 30 سبتمبر 1985 في دبي، الإمارات العربية المتحدة، لعائلة درزية لبنانية،  ونشأت في أستراليا.

## مهنة النادي
لعبت مع العديد من أندية الدوري اللبناني للسيدات.

## مهنة دولية
توجت مع لبنان في كل من كرة القدم وكرة الصالات؛ في كرة القدم، مثلت لبنان في مسابقات متعددة، أبرزها بطولة اتحاد غرب آسيا لكرة القدم للسيدات 2011 وتصفيات كأس آسيا للسيدات 2014 عام 2013، حيث لعبت ثلاث مباريات وسجلت هدفين في مرمى الكويت. 
في كرة الصالات، لعبت مع منتخب لبنان في بطولة اتحاد غرب آسيا لكرة الصالات للسيدات 2008.

## الحياة الشخصية
حاصلة على درجة الماجستير في التربية الرياضية والتطوير من جامعة باث في إنجلترا.

## الإحصائيات المهنية

### دولية
| # | تاريخ         | مكان                                                  | الخصم  | نتيجة | حصيلة | مسابقة                                 | مراجع |
| - | ------------- | ----------------------------------------------------- | ------ | ----- | ----- | -------------------------------------- | ----- |
| 1 | 7 سبتمبر 2007 | عمان ، الأردن                                         | سوريا  |       | 7-0   | بطولة اتحاد غرب آسيا للسيدات 2007      |       |
| 2 | 7 سبتمبر 2007 | عمان ، الأردن                                         | سوريا  |       | 7-0   | بطولة اتحاد غرب آسيا للسيدات 2007      |       |
| 3 | 4 أكتوبر 2011 | مدينة زايد الرياضية، أبوظبي، الإمارات العربية المتحدة | إيران  | 1-1   | 1-8   | بطولة غرب آسيا لكرة القدم للسيدات 2011 |       |
| 4 | 9 يونيو 2013  | ستاد عمان الدولي، عمان، الأردن                        | الكويت | 2-0   | 12-1  | تصفيات كأس آسيا للسيدات 2014           | [ 3 ] |
| 5 | 9 يونيو 2013  | ستاد عمان الدولي، عمان، الأردن                        | الكويت | 8-0   | 12-1  | تصفيات كأس آسيا للسيدات 2014           | [ 3 ] |

## الانجازات
لبنان
- بطولة اتحاد غرب آسيا لكرة القدم للسيدات المركز الثالث: 2007

فردي
- أفضل هدافي الدوري اللبناني لكرة القدم للسيدات: 2015–16

## روابط خارجية
- نادية عساف على موقع أف آي لبنان (FA Lebanon)
- نادية عساف  على سكروي